# Chris Duncan

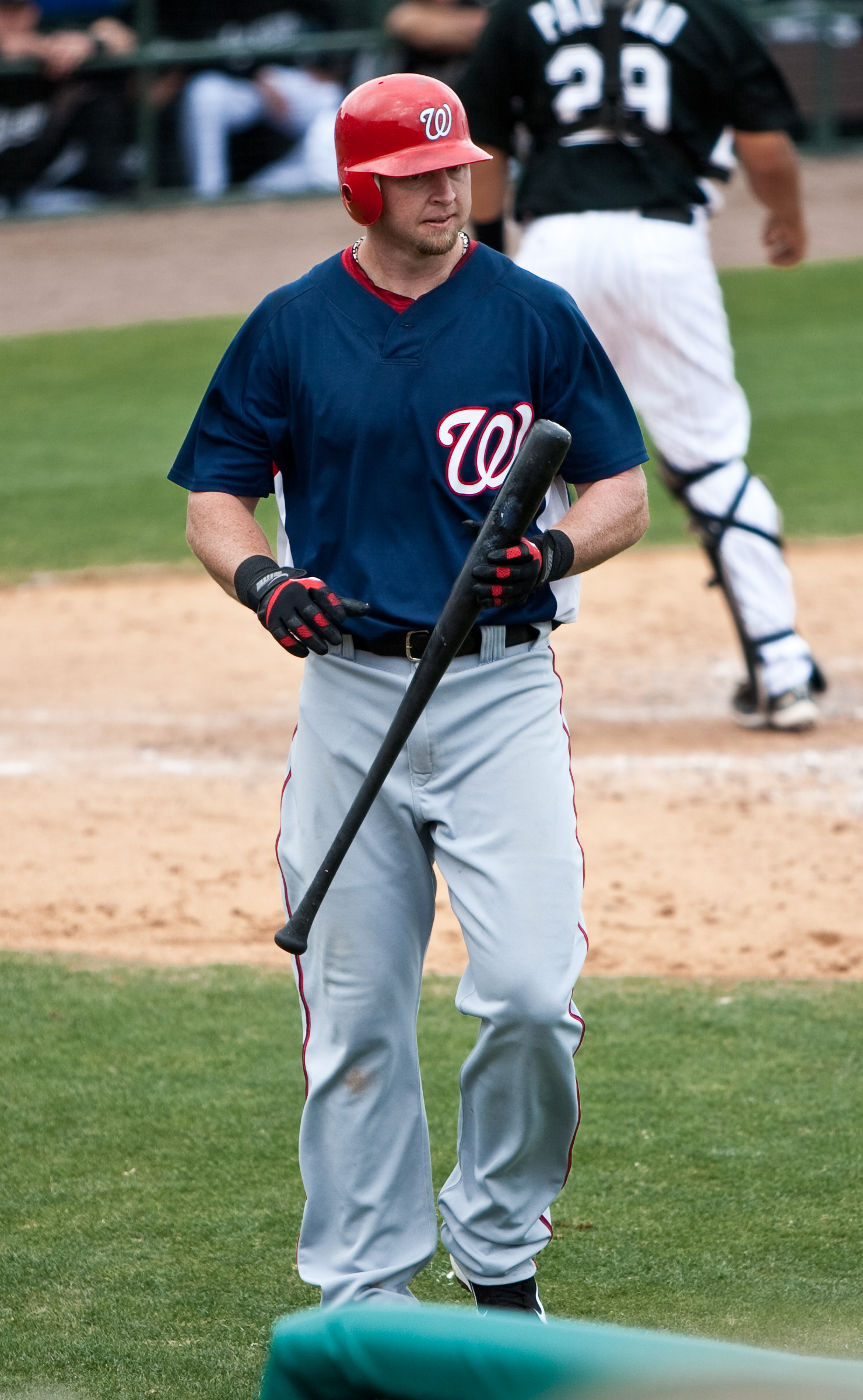
Duncan com os Washington Nationals

Chris Duncan (Tucson, 5 de maio de 1981 – Tucson, 6 de setembro de 2019) foi um jogador profissional de beisebol estadunidense.
Duncan morreu em 6 de setembro de 2019, aos 38 anos de idade, depois de sucumbir a um câncer cerebral.

## Carreira
Chris Duncan foi campeão da World Series 2006 jogando pelo St. Louis Cardinals. Na série de partidas decisiva, sua equipe venceu o Detroit Tigers por 4 jogos a 1.